# Sincero (album)
Sincero è un album in studio del cantante portoricano Chayanne, pubblicato nel 2003.

## Tracce
1. Sentada aquí en mi alma – 4:03 (testo: Estéfano – musica: Estéfano, Julio C. Reyes)
2. Quédate conmigo – 4:11 (Estéfano, José Luis Pagán)
3. Caprichosa – 3:06 (Juan Miguel Mogica)
4. Un siglo sin ti – 4:41 (Franco De Vita)
5. Vaivén – 4:33 (Paco Bastante, Nuria Díaz Reguera, Raquel Díaz Reguera)
6. Santa Sofía – 3:35 (testo: Estéfano – musica: Estéfano, Julio C. Reyes)
7. Cuidarte el alma – 4:13 (Cristian Zalles, Marc Durandeau)
8. La mujer de Pedro – 4:38 (Cristian Zalles)
9. Al pan, pan y al vino, vino – 3:51 (Juan Miguel Mogica)
10. No hay más – 3:25 (Chris Rodríguez, Javier Carrión, Lilly Ponce, Miguel Cosculluela)
11. Dulce y peligrosa – 3:53 (Estéfano)
12. Caprichosa (Spanglish) – 3:07 (testo: Chayanne, Cheryl Sánchez, Rey Sánchez – musica: Juan Miguel Mogica)

## Classifiche
| Classifica (2003) | Posizione più alta |
| ----------------- | ------------------ |
| Argentina         | 1                  |
| Stati Uniti       | 87                 |
| Svizzera          | 89                 |